# Tadeusz Wuttke

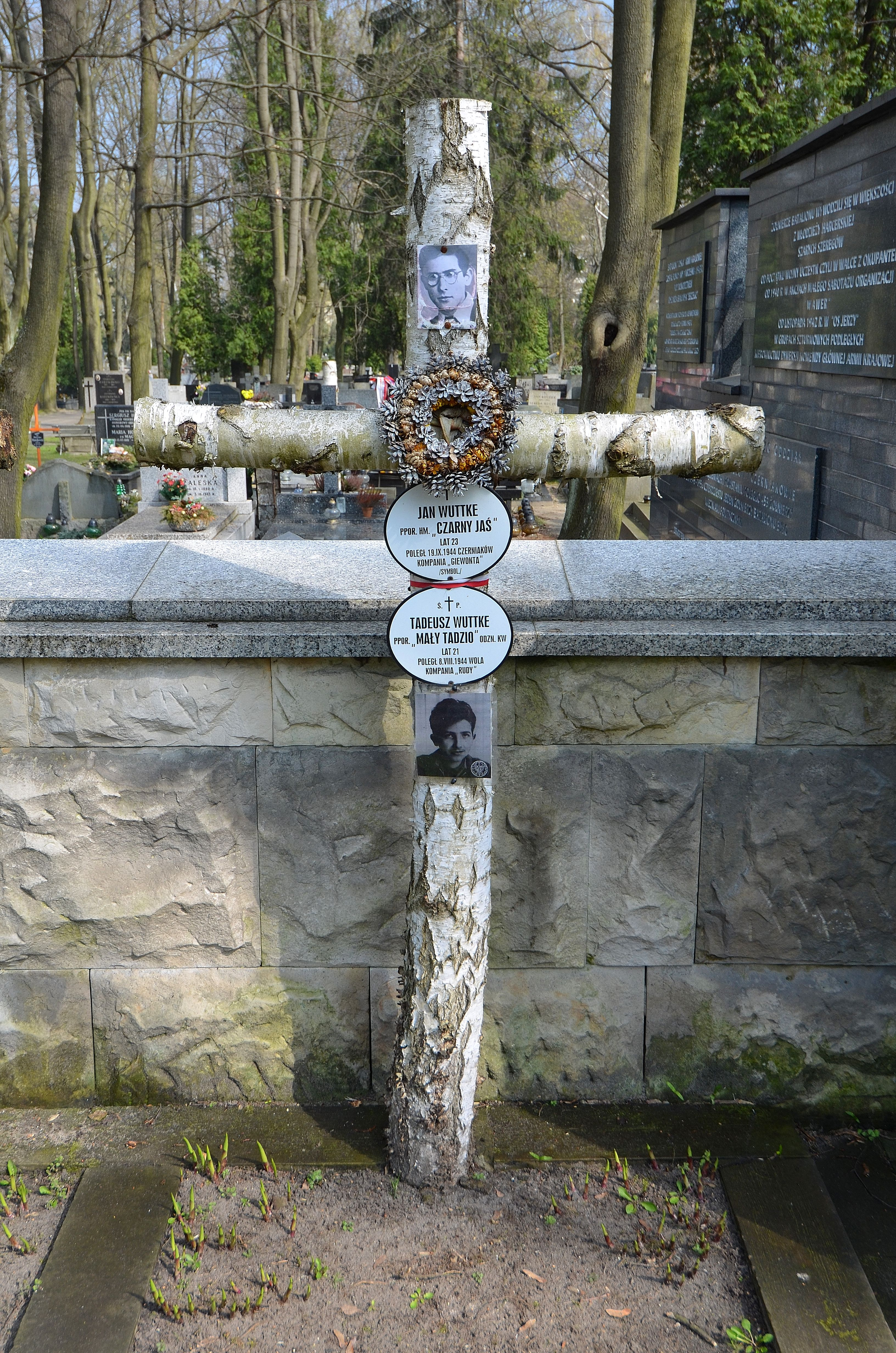
Grób braci Wuttke na Cmentarzu Wojskowym na Powązkach

Tadeusz Konrad Wuttke ps. Tadzio (ur. 27 marca 1923 w Warszawie, zm. 8 sierpnia 1944 tamże) – podharcmistrz, podporucznik, uczestnik powstania warszawskiego w szeregach 2. drużyny II plutonu „Alek” 2. kompanii „Rudy” batalionu „Zośka” Armii Krajowej.

## Życiorys
Syn Gustawa Wuttke, brat Jana Wuttke.
Uczęszczał do I Państwowego Gimnazjum i Liceum im. Stefana Batorego w Warszawie (matura 1940). Harcerz i instruktor 23 Warszawskiej Drużyny Harcerzy „Pomarańczarnia”. Student architektury na tajnej Politechnice Warszawskiej. Członek Grupy „Płomienie”.
Podczas okupacji niemieckiej działał w polskim podziemiu zbrojnym. Był członkiem hufca „Południe” („Sad”), którym dowodził Jan Bytnar. Brał udział w akcjach:
- akcja na trasie Tłuszcz-Urle (grupa II minerów; wykolejenie i ostrzelanie niemieckiego pociągu)
- akcja Par. I (baza leśna)

Ukończył II turnus Szkoły Podchorążych Piechoty Agricola.
W powstaniu warszawskim uczestniczył w walkach na Woli m.in. ubezpieczał atak na Gęsiówkę 5 sierpnia 1944. Poległ 8 sierpnia podczas walk na terenie cmentarza ewangelickiego.
Po wojnie jego ciało zostało ekshumowane i przeniesione 12 kwietnia 1947 do kwatery Harcerskiego Batalionu Armii Krajowej „Zośka” na Cmentarzu Wojskowym na Powązkach (kwatera A20-2-23). Jego grób jest jednocześnie symbolicznym grobem jego brata Jana Wuttke, którego ciała nigdy nie odnaleziono.
Odznaczony Krzyżem Walecznych.